# Märkische Eiszeitstraße
Die Märkische Eiszeitstraße ist eine 340 Kilometer lange Erlebnisroute im Nordosten Brandenburgs, die sich nicht an politischen Grenzen und Verwaltungsgrenzen (Landkreisen) orientiert. Die Route führt durch die Landkreise Barnim, Märkisch-Oderland und Uckermark vorbei an vielen Ausgangspunkten der Landschaft und der Kultur.

## Landschaft
Geformt wurde das Gebiet durch die Gletscher der Weichsel-Kaltzeit (vor 20.000 bis 13.000 Jahren vor heute). Die Kaltzeit hinterließ Urstromtäler, Grund- und Endmoränen, Sander, Findlinge, Sölle, über 500 Seen, Kames, Oser und Drumlins.
Das Ergebnis dieser Eiszeit sind noch heute zahlreiche siedlungsgeschichtliche Zeugnisse, wie Großsteingräber, Feldsteinkirchen und Wirtschaftsgebäude, Pflasterstraßen und mittelalterliche Stadtmauern.
Die dünn besiedelte Region besteht vor allem aus Wäldern und Seen.

## Route
Die Erlebnisroute verbindet zwölf Ausgangspunkte.

### Stationen
- Bernau bei Berlin, Stadttor
- Groß Schönebeck, Wildpark Schorfheide
- Joachimsthal, Am Werbellinsee
- Templin, Stadtmauer
- Draisinenstrecke von Templin nach Fürstenberg
- Lychen, Stadtansicht
- Boitzenburg, Schloss Boitzenburg
- Prenzlau, Marienkirche
- Schwedt/Oder, Nationalpark Unteres Odertal
- Schwedt/Oder, Berlischky-Pavillon
- Angermünde, NABU-Zentrum, Blumberger Mühle
- Angermünde, Marktplatz mit Rathaus
- Chorin, Zisterzienserkloster
- Oderberg, Schiffshebewerk Niederfinow
- Bad Freienwalde (Oder), Altes Kurgebäude
- Eberswalde, Rathaus

## Regionen

### Lychen
- Himmelpfort, staatlich anerkannter Erholungsort in seenreicher Umgebung, Reste eines Zisterzienserklosters, Weihnachtspostamt, Naturschutzstation Woblitz
- Feldberg (Kleinstadt mit Wasserheilanstalt) unweit der Stadt Hans-Fallada-Museum in Carwitz
- Naturpark Feldberger Seenlandschaft (Breiter und Schmaler Luzin, Haussee, Carwitzer See, Heiligenwerder).

### Prenzlau
- Unter- und Oberuckersee mit Ferienorten wie Seehausen und Warnitz und Wassersportmöglichkeiten
- Fürstenwerder (Seen, Heimatstube, Stadtmauer)
- Brüssow (Museum, Stadtmauer, Großsteingräber)
- Wolfshagen (Königssäule, Lenné-Park, Zollhaus)
- Drense (Erstes Geschichtsdorf der Uckermark, Burgwall)
- Gerswalde (Stadtkirche, Burg, Teile der alten Wehranlage, Schloss)
- Randowtal (Gletscher- und Urstromtal) mit Schmölln und Penkun

### Schwedt/Oder
- Nationalpark Unteres Odertal (größte noch intakte mitteleuropäische Flussaue, Tier- und Pflanzenwelt, Radwanderwege)
- Vierraden (Tabakanbau, Tabakscheunen)
- Friedrichsthal (historisches Reihendorf)
- Gartz (Naturschutzgebiet Gartzer Schrey, teilweise restaurierte spätgotische Hallenkirche, Stadttor und Reste der Stadtmauer)
- Criewen (Schloss und Lenné-Park, Auenwälder, Kutschfahrten im Odertal, Fahrradverleih, Naturlehrpfad, Informationszentrum des Nationalparkes)
- Gramzow (Ruine des Prämonstratenser-Klosters, Wehrkirche, Museum für Klein- und Privatbahnen, NSG Fauler Ort)

### Angermünde
- Wolletz (Schloss und Sanatorium), Wolletzsee, Rad- und Wanderweg rund um den Wolletzsee, Geologischer Lehrpfad
- Naturschutzgebiet Blumberger Teiche mit dem NABU-Informationszentrum und Lehrpfaden
- Biesenbrow (Geburtshaus von Ehm Welk und dem Dichter gewidmetes Schulzimmer)
- Greiffenberg (Burgruine)
- Mürow (4600 Jahre altes Großsteingrab)
- Stolpe (Geburtsort und Begräbnisstätte des Geologen Leopold von Buch, Grützpott – Wehr- und Wohnturm, Rest einer alten Burganlage)
- Naturschutzgebiet Gellmersdorfer Forst, Zugang zum Unteren Odertal

## Seen
Die Landkreise Barnim und Uckermark verfügen über insgesamt 786 Seen von über ein Hektar Größe.

## Projekt
Das Ferienstraßenprojekt wurde im Jahre 1993 von der Gesellschaft zur Erforschung und Förderung der Märkischen Eiszeitstraße e. V. initiiert und schrittweise realisiert. Am 4. August 1997 konnte die durch Straßenschilder gekennzeichnete Ferienstraße feierlich eröffnet werden.
Orientierungstafeln verweisen auf Sehenswürdigkeiten und Erholungsmöglichkeiten entlang der Märkischen Eiszeitstraße. Wichtige geologische und kulturelle Besonderheiten werden in drei Sprachen (deutsch, polnisch, englisch) erklärt.